# أرهارد هاينز
أرهارد هاينز (بالألمانية: Erhard Heinz)‏ هو رياضياتي ألماني، ولد في 30 أبريل 1924 في باوتسن في ألمانيا، وتوفي في 29 ديسمبر 2017.